# 森田一
森田 一（もりた はじめ、1934年〈昭和9年〉5月17日- ）は、日本の政治家、官僚。
運輸大臣（第77代）、北海道開発庁長官（第71代）、衆議院議員（8期）を歴任。香川県坂出市出身。

## 経歴
香川県坂出市出身。父は内科の開業医で、森田は3人兄弟の長男であった。地元の坂出高校に入学したが、大学受験を考慮し、香川県内では最難関の進学校である高松高校へ転校した。
森田は東京大学理科三類（原則として医学部に進む）に入学したが、2年生までの成績が抜群であったことで、教授たちから「森田君は、医者になるより、法学部に行って日本を動かすべき人だ」と説かれ、あえて法学部に進んだ。
東京大学法学部第2類（公法コース）卒業後の1957年大蔵省に入省（官房文書課配属）。東海財務局、アジア経済研究所出向(1960年-1961年メルボルン大学留学)、外相秘書官、国際金融局課長補佐、主計局主計官補佐、銀行局保険第二課長、理財局資金第二課長などを歴任。

大蔵省出身の大平に見込まれて、大平の娘と1961年に結婚。仲人は坂出市出身の津島壽一。大平の総理就任に伴い内閣総理大臣政務秘書官などを務める。1980年、第36回衆議院議員総選挙の真っ只中に現職総理大臣のままで急死した大平に代わり、旧香川2区から急遽補充立候補し、弔い選挙の大勝で初当選する。当選後は宏池会に所属。1987年に自治政務次官、1989年には運輸政務次官に就任。1996年、中選挙区制から小選挙区制が施行されると選挙区3に対して現職自民党議員が4名になるためコスタリカ方式をとることなく単独比例候補に回った。
2000年、第2次森内閣において運輸大臣兼北海道開発庁長官として初入閣。その運輸大臣在任中に起きたいわゆる加藤の乱では、現職閣僚ながら加藤紘一を支持。当時法務大臣だった山崎派の保岡興治と事前に打ち合わせをして、加藤と山崎拓が本会議で森内閣に不信任投票した場合には、その場で大臣を辞して行動を共にするために辞表を用意していた。結局、加藤と山崎が欠席戦術に切り替えたため、森田は本会議に出席して不信任決議に反対票を投じた。
その後は、少数派となった小里派に所属していたが、2005年の総選挙には立候補せずに政界を引退した。2005年11月、旭日大綬章を受章。

## 大蔵省入省同期
- 保田博（初代国際協力銀行総裁、大蔵事務次官、主計局長、大臣官房長）
- 的場順三（内閣官房副長官（事務担当）、国土事務次官、内閣官房内閣内政審議室長）
- 内海孚（財務官）
- 大山綱明（関税局長）など。

## 親族
大平正芳元首相の娘婿である。長女・渡辺満子は日本テレビの元社員。
村上誠一郎は森田の遠縁の親戚に当たる。村上がかつての部下であった玉木雄一郎を森田夫妻に紹介したことがきっかけで、玉木は森田の知遇を得て、渡辺は日本テレビを退職し、大平家の遠縁でもある玉木の選挙活動を手伝うようになった。

## 著書
- 『最後の旅 : 遺された唯一の太平宰相日記』行政問題研究所出版局、1981年6月12日。
- 新井俊三『文人宰相大平正芳』春秋社、1982年1月20日。
- 服部龍二、昇亜美子、中島琢磨 編『心の一燈 : 回想の大平正芳その人と外交』第一法規、2010年3月。
- 福永文夫、井上正也 編『大平正芳秘書官日記』東京堂出版、2018年4月。

## 映画出演
- 戦車闘争 (映画) - （2020年12月公開 ドキュメンタリー映画[10]）